# ديف لويس (سياسي)
ديف لويس (بالإنجليزية: Dave Lewis)‏ هو سياسي أمريكي، ولد في 10 أكتوبر 1942 في رابيد سيتي في الولايات المتحدة. حزبياً، نشط في الحزب الجمهوري. وقد انتخب عضو مجلس ولاية مونتانا وانتخب عضو مجلس نواب مونتانا.